# Prästgårdsängen, Göteborg

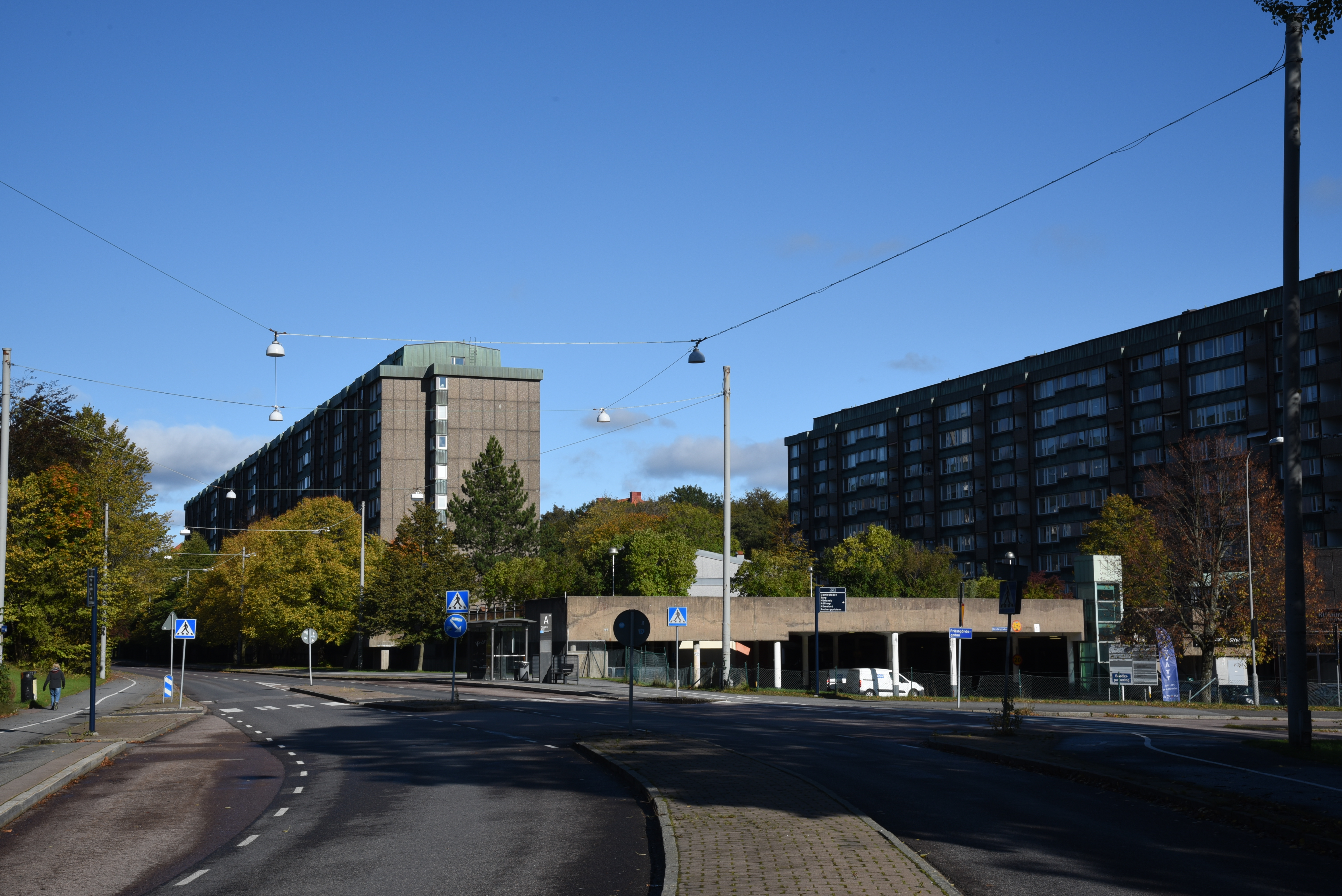
Prästgårdsängen sedd från Danska Vägen.

Prästgårdsängen är ett bostadsområde vid Prästgårdsgatan i stadsdelen Lunden i Göteborg. Det består av tre åtta till niovånings skivhus med 442 lägenheter, samt 44 envåningsbyggnader, serviceinrättningar och park.

## Historik
Området bestod innan det bebyggdes av betes- och ängsmark och tillhörde Örgryte prästgård. Planer på att bebygga området fanns redan på 1950-talet och det kommunala Bostadsbolaget började projektera byggandet. I november 1961 fattade dock fastighetsnämnden beslut om att byggrätten skulle tilldelas åtta privata byggherrar, vilka bildat ett gemensamt konsortium för genomförandet.
Arkitekt för höghusen var Johan Tuvert. Allt byggdes på plats och man använde högkvalitativa material. Även stadsplanen upprättades av Tuvert, i samarbete med stadsplanekontoret. Området försågs med parkering i markplan, vilken kunde nås från såväl Danska Vägen som Kärralundsgatan. Gården ovanpå parkeringen var bilfri. Området stod inflyttningsklart 1965.
Konsortiets byggbolag var Amlövs Byggnadsaktiebolag, Gösta Andersson Byggnadsfirma, Byggnadsaktiebolaget Eriksson & Rann, Ernst Järnfelt Byggnadsaktiebolag, Byggnadsaktiebolaget Sven Källfelt, Walter Lundborgs Byggnadsaktiebolag, Byggnadsaktiebolaget J Alfred Olsson och Byggnadsfirman Ernst Rosén, vilka bildade Örgryte Bostadsaktiebolag & Co Kommanditbolag 1964. Av de ursprungliga ägarna i konsortiet kvarstod år 2015 fyra. Av de ursprungliga ägarna kvarstår Gösta Andersson, Sven Källfält, Walter Lundborg och Ernst Rosén. År 2002 tillkom Stena Fastigheter som ägare.
Områdets standard var för tiden hög, med rejält tilltagna lägenheter med ekparkett, helkaklade badrum och hög köksstandard. I planerna för området fanns god service med en gemensam reception där hyresgästerna kunde beställa hemhjälp och barnvakt, liksom matbutik, bank, post, damfrisering, tandläkarmottagning och förskola. Vid parkeringsinfarten anlades en bensinstation. En restaurang uppfördes, men den fick omvandlas till kontor efter två år, då ingen ville satsa på en restaurangrörelse där. Hyrorna blev höga, där en trerumslägenhet kostade 8 700 kronor i årshyra, vilket ledde till protester, men efterfrågan blev ändå stor.
Fasaden är utförd i dansk sjösten, emaljerad grå plåt och ärgad kopparplåt. Enligt ursprunglig plan skulle fasaden utförts i mörkrött tegel, men den lagda beställning annullerades i februari 1964.
Atriumhusen ritades av Ragndal & Tuvert Arkitektkontor och uppfördes av Göran Olsson Byggnads AB.
Planer för uppförande av omkring 300-350 nya bostäder i området började upprättas år 2012.
Området ingår i Göteborgs stads kulturmiljöprogram med motiveringen "Höghusen bildar tillsammans med intilliggande atriumhusområde ett ovanligt konsekvent sammanhållet och enhetligt gestaltat bostadskomplex".

## Galleri

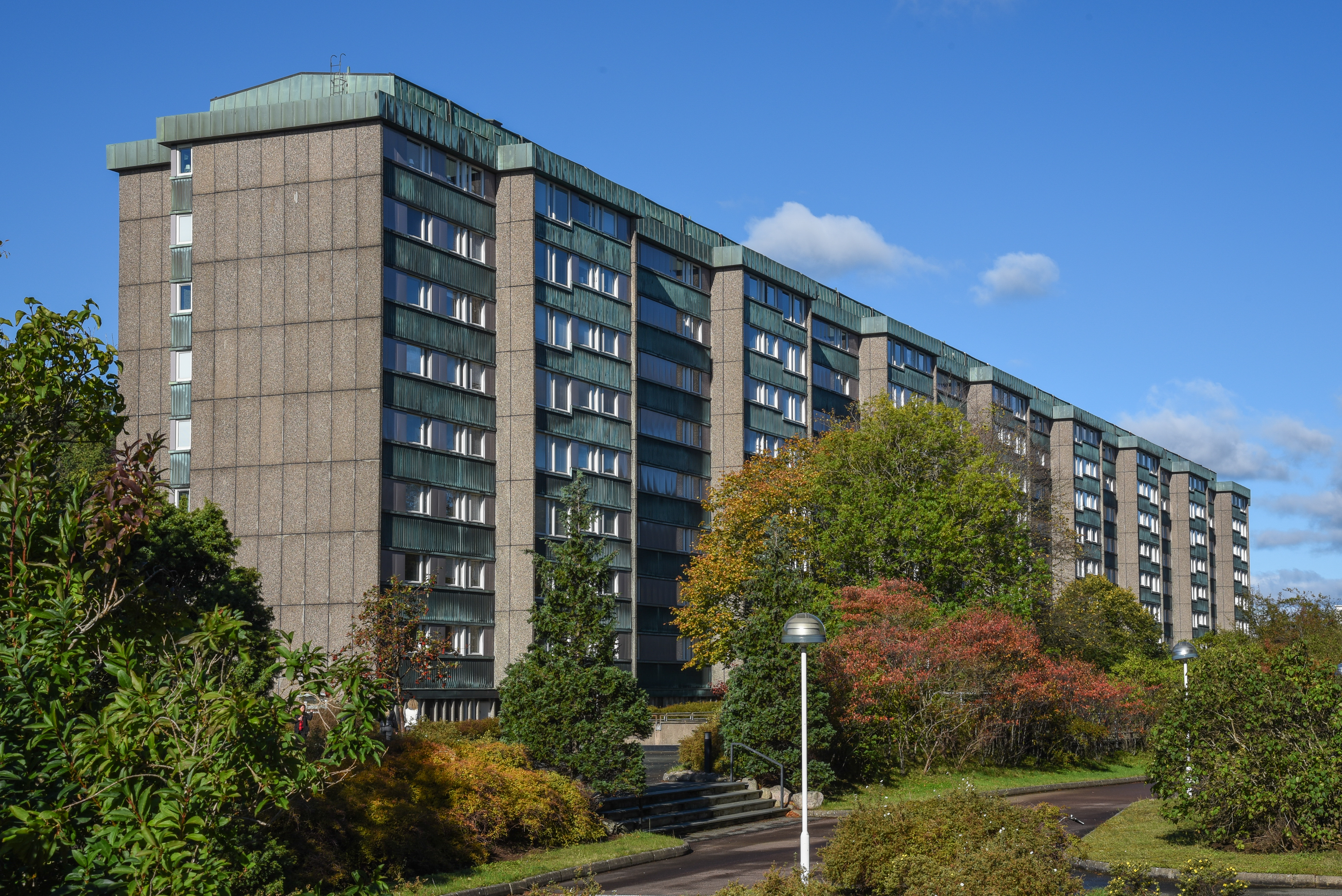
Ett av de tre höghusen.
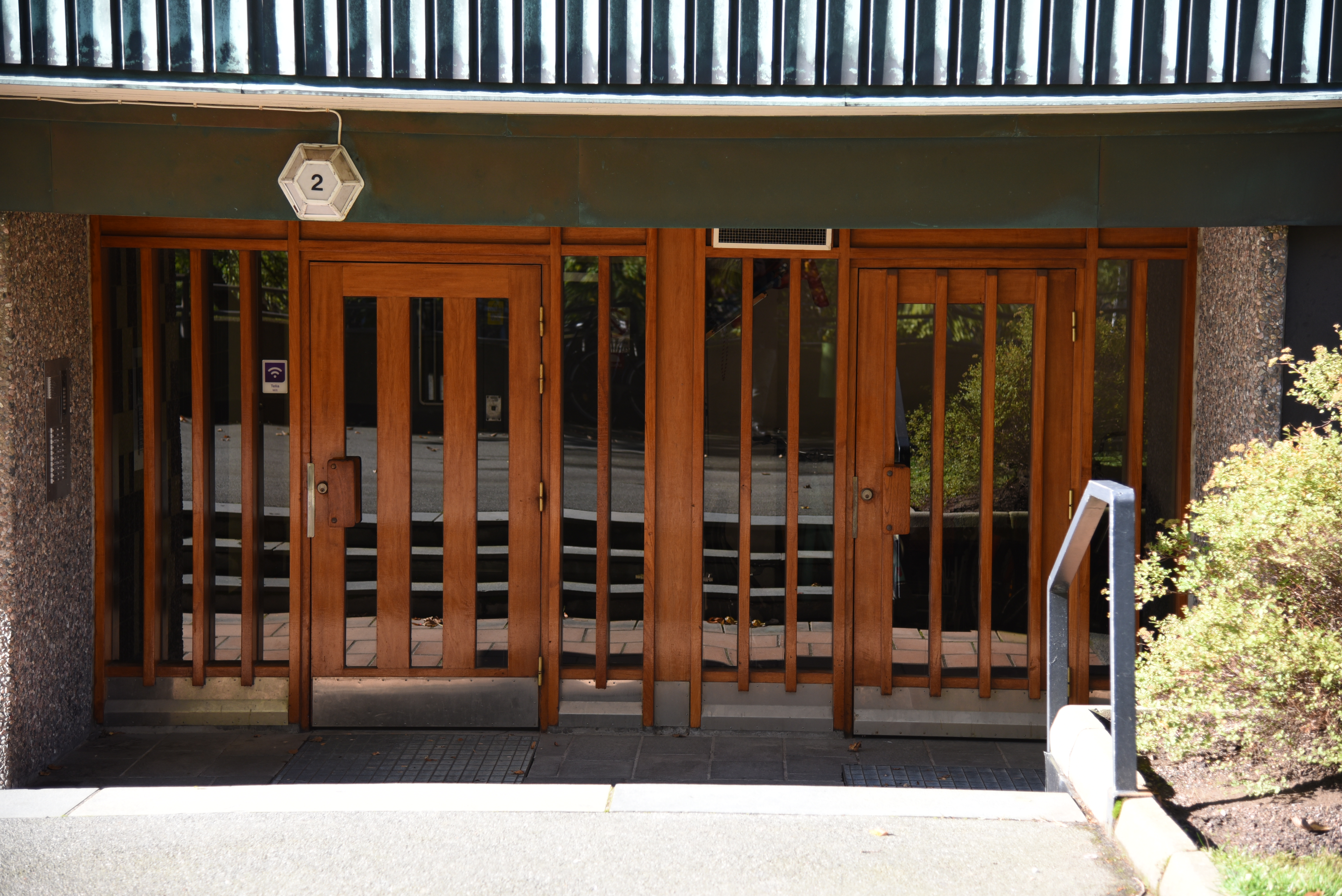
Entré.
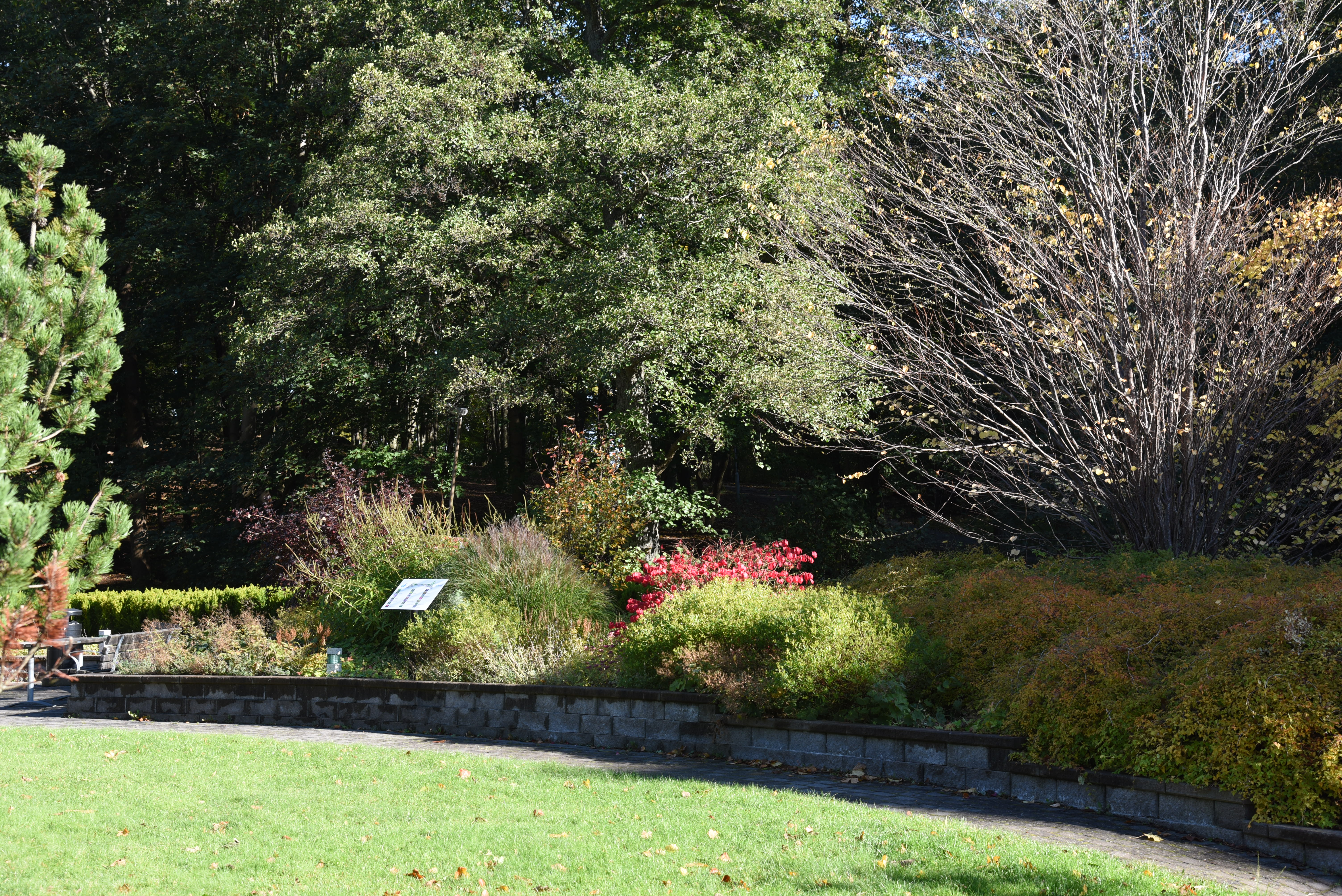
Parken.
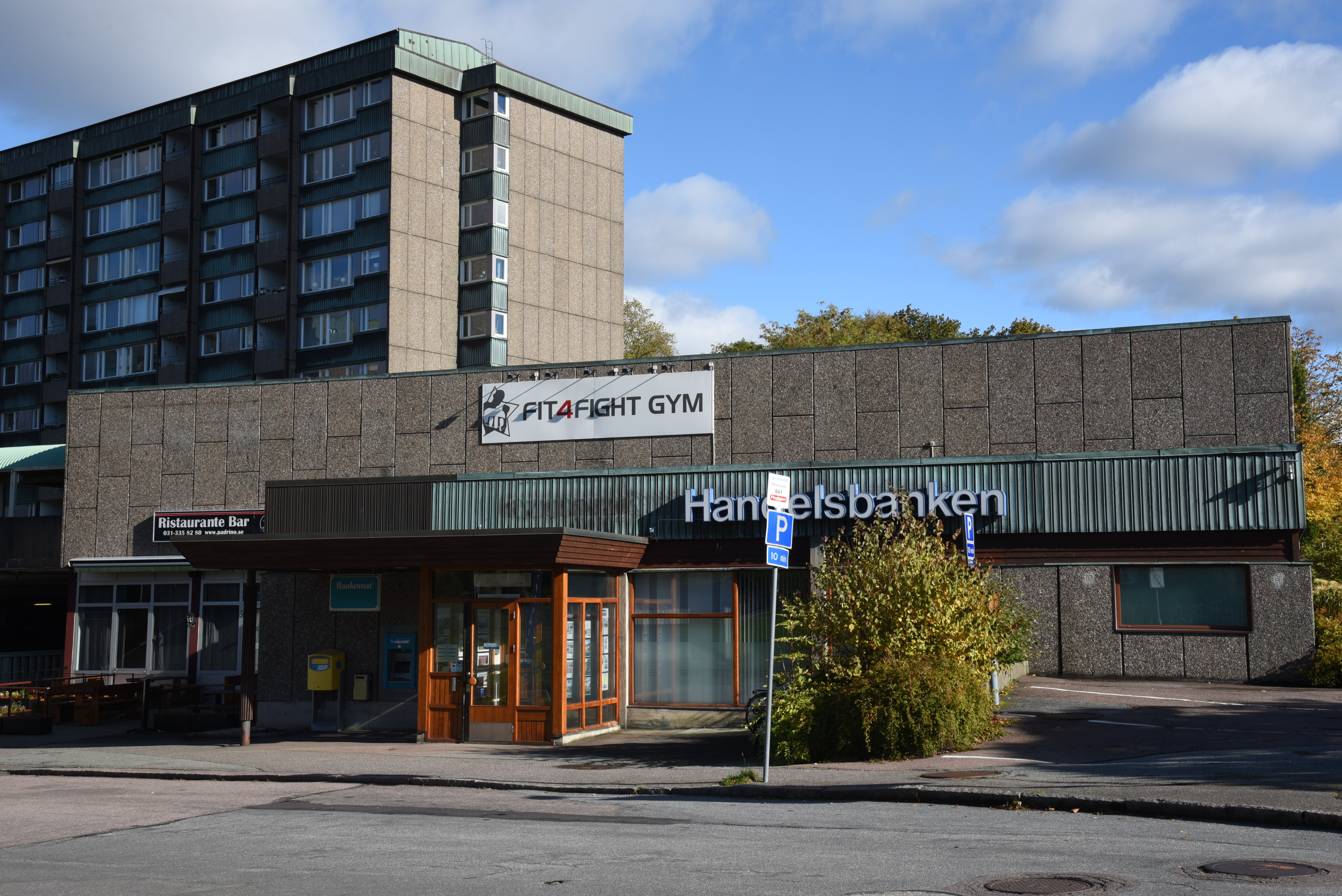
Handelsbankens kontor.
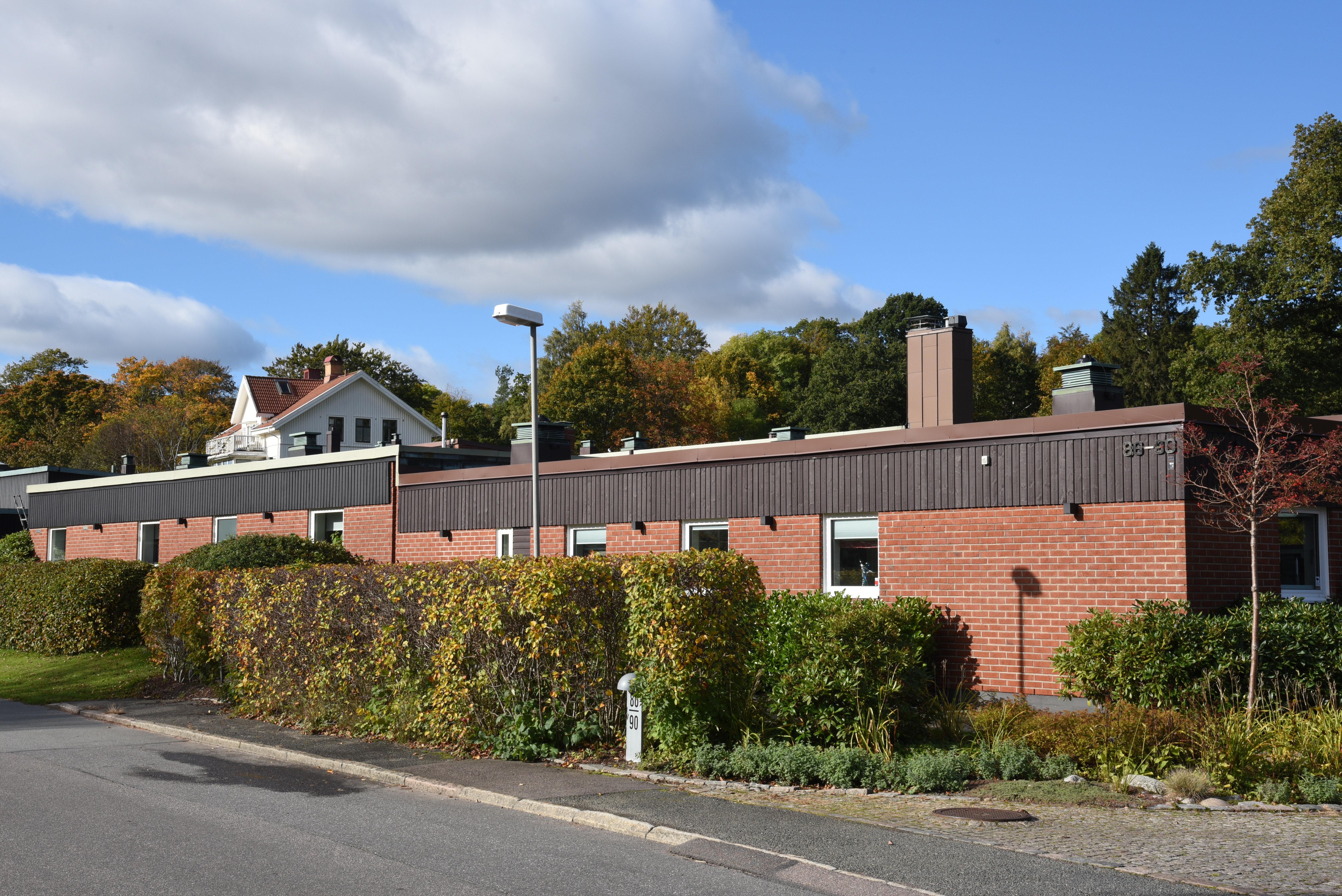
Ett av atriumhusen.